# Chapeltown (County Kerry)
Chapeltown (irisch An Caol) ist ein Dorf bzw. eine sehr kleine Landstadt (town) im Südwesten der irischen Grafschaft Kerry, 60 Kilometer südwestlich der County-Hauptstadt Tralee und fünf Kilometer von der Atlantikküste entfernt.
Die Gemeinde Chapeltown gehört zur Baronie Iveragh und zur Civil Parish Valentia.

## Lage
Chapeltown liegt im südlichen Zentrum der Insel Valentia.
Die nächsten Nachbarstädte sind Knightstown im Nordosten und Osten sowie Portmagee im Südwesten.
Unmittelbar nördlich von Chapeltown erhebt sich der Geokaun (Geokaun hill oder Geokaun mountain; irisch: An Geocán), mit 256 m über dem Meer der höchste Berg auf Valentia Island, der an seiner Nordflanke in einer bis 180 m hohen Klippe zum Meer abfällt.
Mit unter 100 Einwohnern ist Chapeltown trotz seiner geringen Größe durch seine zentrale Lage auf der Insel doch ein kleines Zentrum für die kleinen Siedlungen und Einzelhöfe im Umkreis von drei Kilometern. In der sehr ländlich geprägten Umgebung dominieren neben dem Tourismus (Hotels, Ferienhäuser und Cottages) die Milchviehhaltung und die Grünlandwirtschaft. Zum unmittelbaren Einzugsbereich von Chapeltown gehören folgende Townlands:
| Ballyhearney West Cool East Feaghmaan East | Feaghmaan West Gortgower Laharan | Tinnies Lower (East) Tinnies Lower (West) Tinnies Upper |

## Geschichte
Chapeltown war eines von zahlreichen irischen Dörfern, die nach der katholischen Emanzipation in den 1830er Jahren um neu errichtete Kirchen herum entstanden, in diesem Fall die Kirche St. Derarca und St. Teresa. Im 19. Jahrhundert gab es im Dorf einige kleinere Unternehmen, die die umliegenden Orte versorgten, darunter ein Postamt, Geschäfte und Gaststätten. Heute dient Chapeltown in erster Linie als kommunales Zentrum der Insel Valentia mit der örtlichen Kirche (der einzigen in der Mitte der Insel), der Schule (Scoil Naomh Dar Earca) und dem Danu house als Treffpunkt, Bar und Veranstaltungsraum. Den Mittelpunkt des Ortes prägt das Hotel The Ring-Lyne, das nach zwei einheimischen Männern benannt wurde, die sich in den ersten Jahrzehnten des 20. Jahrhunderts am Unabhängigkeitskampf Irlands beteiligten.

## Sehenswürdigkeiten
Die heutige Kirche St. Derarca und St. Teresa in Chapeltown wurde 1939 anstelle der wegen Baufälligkeit abgerissenen Vorgängerkirche errichtet, die die erste katholische Kirche auf Valentia Island war.
In einem kleinen Park westlich der Kirche befindet sich eine Statue, die Kyles Frau zeigt, die täglich für die Einwohner frisches Wasser aus einem Brunnen schöpfte.

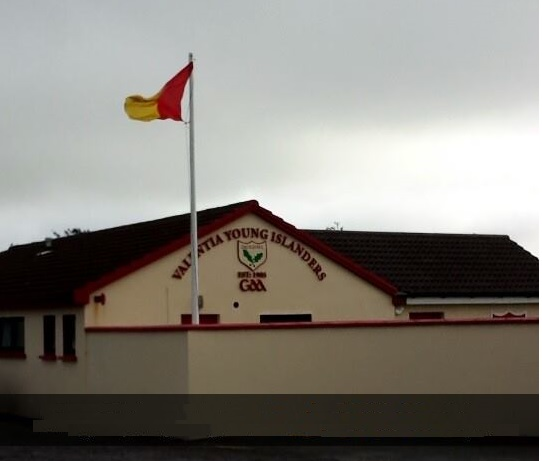
GAA-Haus der „Valentia Young Islanders“
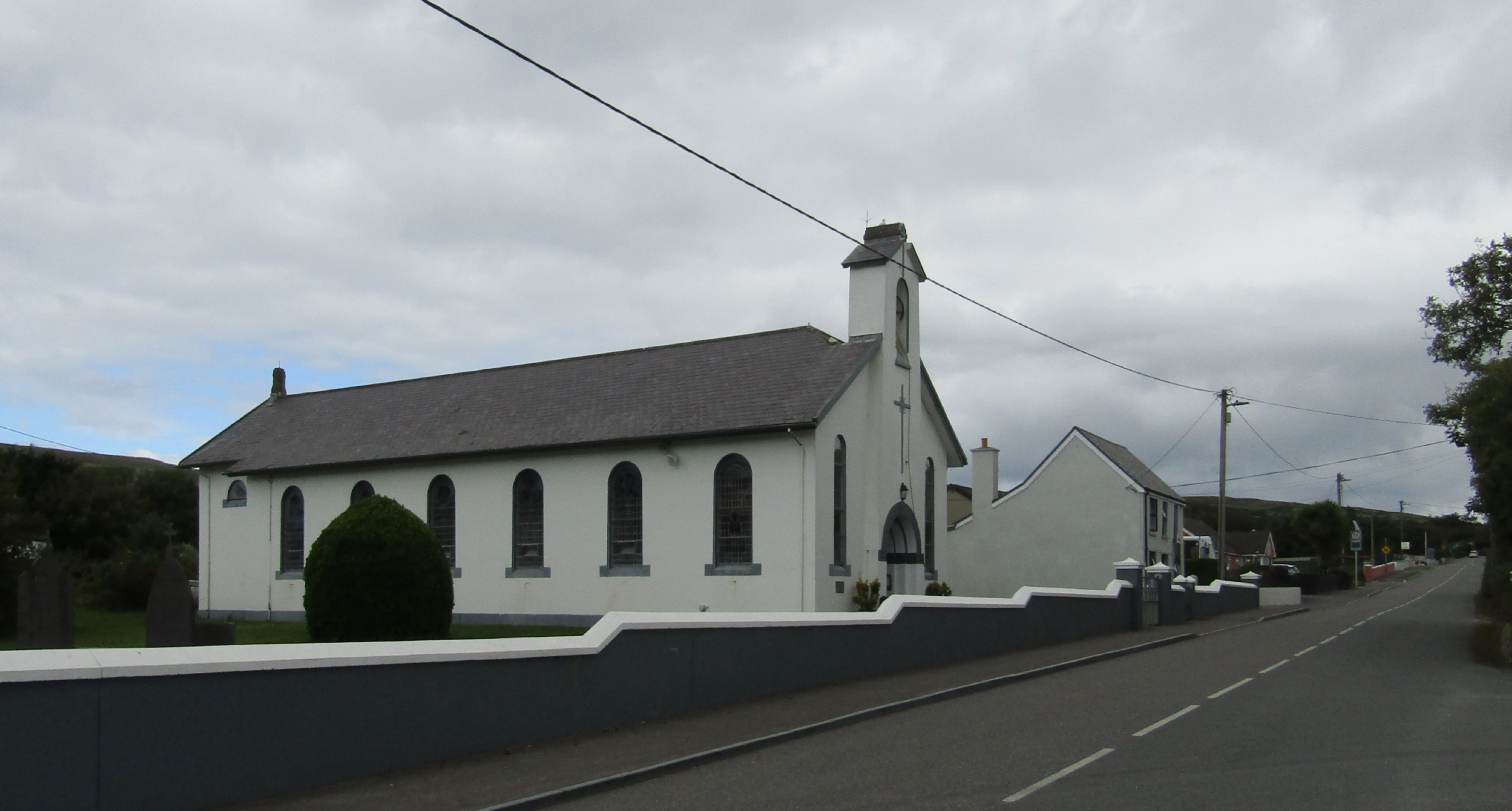
Kirche Saint Derarca & Saint Teresa
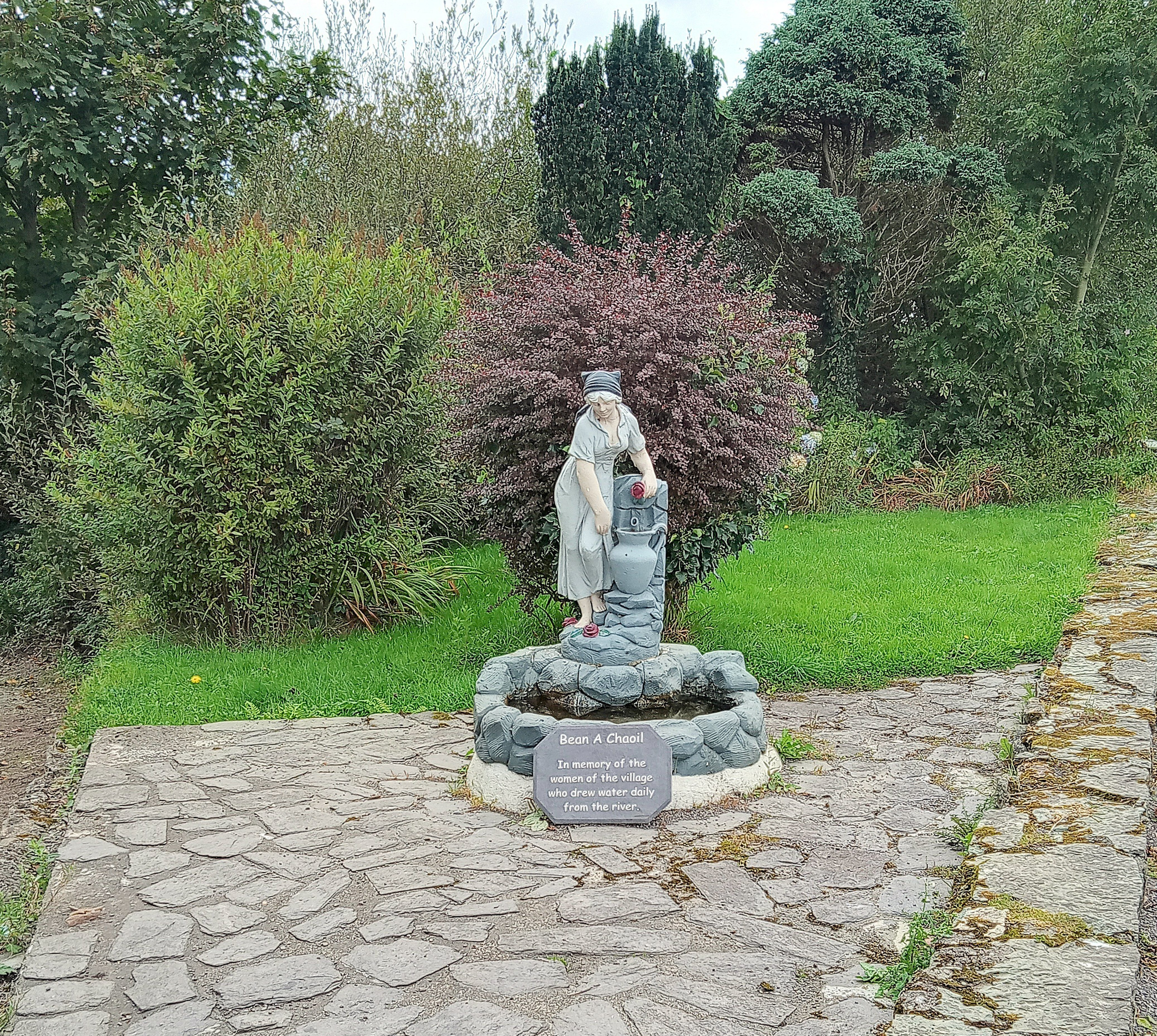
Statue Kyle’s Wife

## Verkehrsanbindung
Die Ortschaft Chapeltown wird von der Regionalstraße R 565 durchquert, die in Südwest-Nordost-Richtung die ganze Insel Valentia erschließt. Sie beginnt in Portmagee auf der Iveragh-Halbinsel, führt über die Maurice O’Neill Memorial Bridge auf die Insel Valentia, passiert Chapeltown und endet am Fährhafen von Knightstown. Die Fähre legt am gegenüberliegenden Ufer der irischen Hauptinsel an. Hier besteht Anschluss über die Landstraße L 4005 zur Nationalstraße N 70 (Teil des Ring of Kerry) nahe der Stadt Cahersiveen.

## Belege
1. ↑  Chapeltown auf irelandbyways.co.uk (englisch)